# Stripand
Stripand (Anas superciliosa) är en fågelart som tillhör gruppen simänder inom familjen änder. Den förekommer från Stora Sundaöarna i Indonesien österut ända till Polynesien och söderut till Nya Zeeland.

## Utseende
Stripanden har en mörkt brunvattrad kropp där fjädrarna är tydligt ljusbrämade. Huvudet är ljust med en mörk, nästan svart hjässa. Den har ett tydligt kontrasterande långt mörkt tygelstreck och ett liknande mustaschstreck. I flykten visar den en grön vingspegel och en ljus undersida av vingen. Den har grå näbb och grå fötter. Alla fjäderdräkter är liknande vilket gör det svårt att i fält köns- och åldersbestämma arten. Stripandens storlek uppgår till mellan 54 och 61 centimeter; hanar tenderar att vara något större än honor, och några öformer är mindre och mörkare än huvudpopulationerna.

## Utbredning och systematik
Denna art återfinns i stora delar av Indonesien, Nya Guinea, Australien, Nya Zeeland och på många öar i sydvästra Stilla havet, till ögruppen Karolinerna i norr och Franska Polynesien i öst. Den behandlas idag antingen som monotypisk eller, mer vanligt, som bestående av två underarter:
- Anas superciliosa pelewensis – Palau och Karolinerna, norra Nya Guinea, Bismarckarkipelagen, Salomonöarna, Vanuatu, Nya Kaledonien och södra Polynesien från Fiji och Samoa österut till Sällskapsöarna och Australöarna
- Anas superciliosa superciliosa – nominatformen häckar på och i Sumatra, Java, Bali, Små Sundaöarna, Sulawesi med kringliggande öar, Moluckerna, södra Nya Guinea, Louisiaderna, Australien, Tasmanien samt Nya Zeeland med öar söderut till Macquarie Island

På öarna Marianerna i Stilla havet fanns det tidigare en endemisk and som idag är utdöd och som beskrevs 1894 av Tommaso Salvadori som Anas oustaleti. Idag anses denna and ha utgjorts av en hybridpopulation mellan gräsand och stripand. Denna and observerades i fält på Marianerna sista gången 1979 och den sista individen dog i fångenskap 1981.
Fågeln kallades tidigare stillahavssvartand, men står inte den amerikanska svartanden nära.

## Galleri

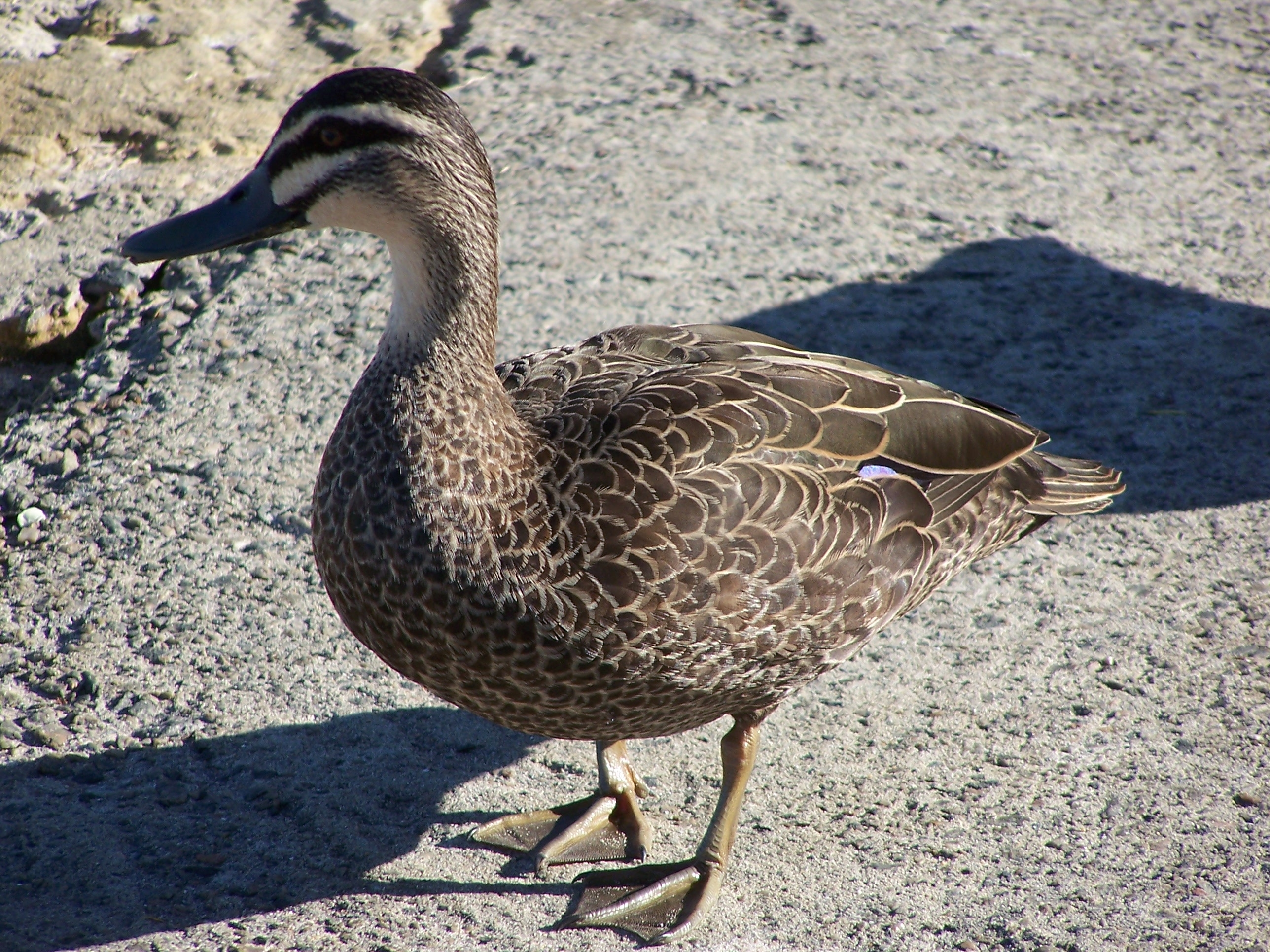
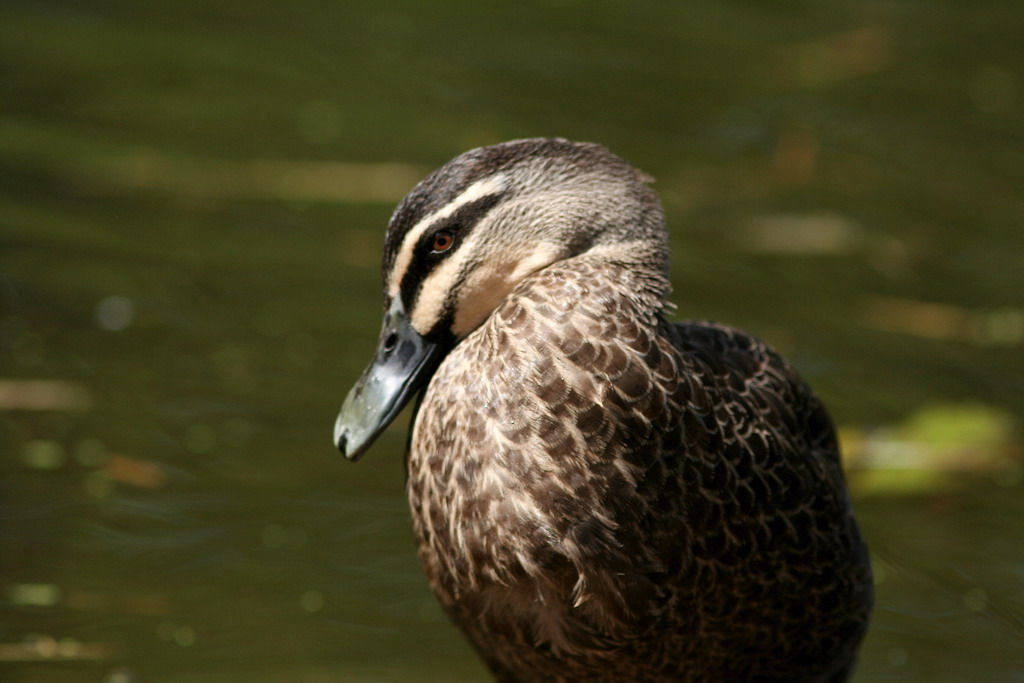
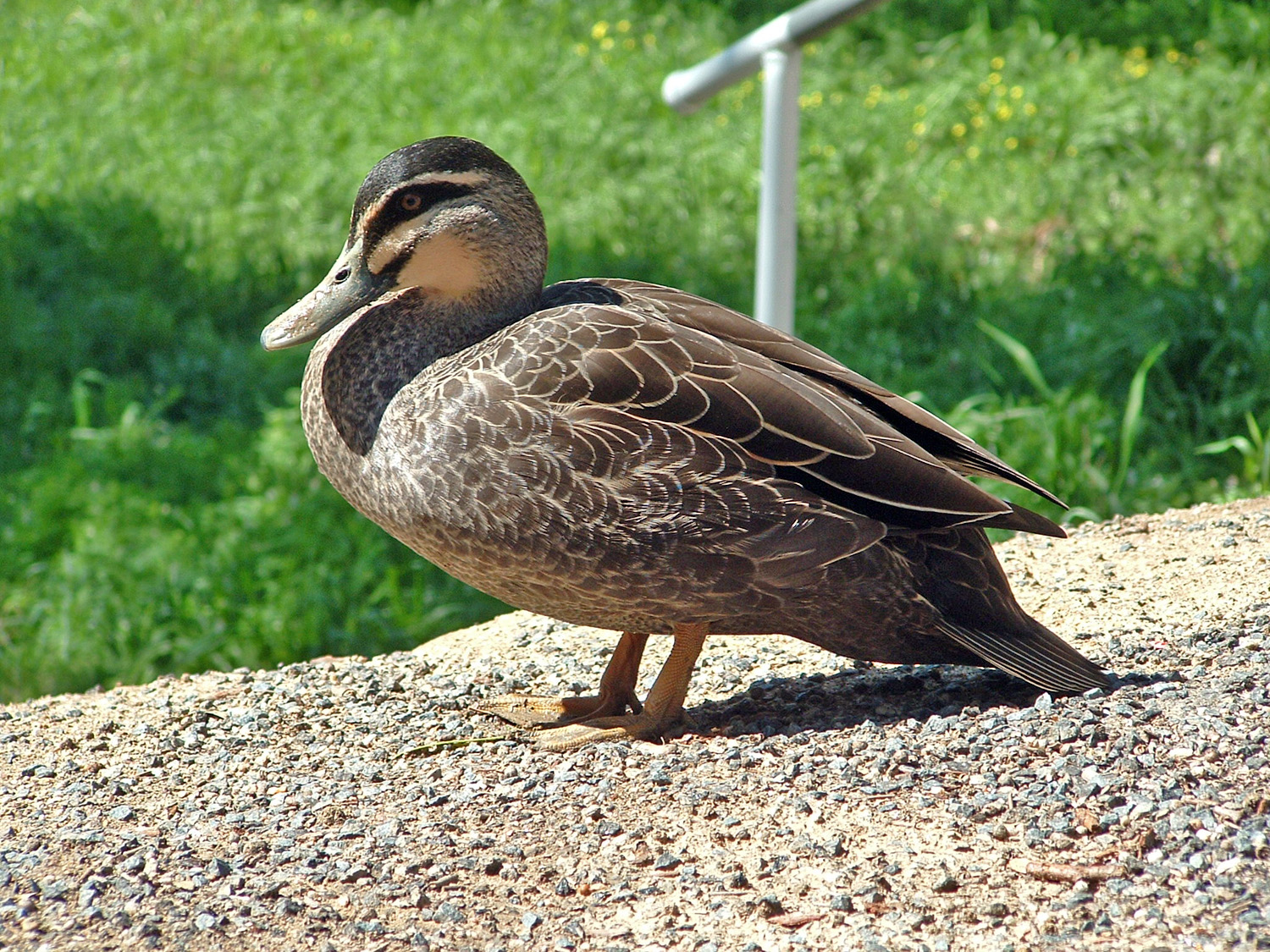

## Ekologi
Denna sociala and lever i en mängd olika typer av våtmarkshabitat. På Nya Zeeland påbörjas häckningen i juni och längre söderut som i Australien i juli där den pågår fram till och med december. Den placerar oftast sitt bo en bit bort från vatten, ofta dolt i vegetation eller i ett hål i ett träd, i en liknande biotop som gräsanden. Den lägger vanligtvis 10-12 ägg Redan efter ett år kan den häcka men ungefär 65% av juvenilerna dör innan de hinner häcka. 
Den födosöker genom att tippa kroppen framåt, så att bara stjärten sticker ovanför vattenytan, på samma sätt som andra änder inom släktet Anas, och den lever av vattenväxter men även små ryggradslösa djur. På Nya Zeeland är livslängden i genomsnitt 21 månader men den äldsta kända individen var minst 20 år gammal.

## Status och hot
Arten har ett stort utbredningsområde, men tros minska i antal, dock inte tillräckligt kraftigt för att den ska betraktas som hotad. Internationella naturvårdsunionen IUCN listar arten som livskraftig (LC). Världspopulationen uppgår till mellan 120 000 och 783 000 individer adulta individer.

### Konkurrens och hybridisering med gräsand
En av de största orsakerna till populationsminskningen av arten är konkurrens från den introducerade gräsanden. Eftersom gräsanden är större till storleken dominerar den över stripanden rent fysiskt. Utöver detta så har gräsanden även en högre reproduktionstakt och fler individer som överlever fram till första häckningstillfälle. En ytterligare orsak till den specifika populationsminskningen på Nya Zeeland var också att det vid mitten av 1900-talet, samtidigt som gräsanden introducerades där och koloniserade landet, var ett mycket hårt jakttryck på stripand vilket ytterligare försvagade populationen av denna.
I vilken utsträckning hybridisering faktiskt utgör ett hot mot arten är inte helt fastslaget, men mycket tyder på att det är vanligt. Rhymer et al. (1994) menar att hybridiseringen är så pass utbredd att den specifika artidentiteten för stripand på Nya Zeeland är hotad och att utvecklingen går mot en hybridpopulation liknande den som en gång levde på Marianerna. För övrigt är gräsandens fenotyp dominant, vilket resulterar i att merparten av hybriderna har övervägande kännetecken av gräsand. På grund av denna fenotypdominans går det inte utifrån fjäderdräkten att avgöra i hur hög grad en hybrid är gräsand eller stripand.

## Namn
Fågeln kallades tidigare stillahavssvartand på svenska. Namnet justerades 2022 av BirdLife Sveriges taxonomikommitté, dels för att arten inte är närmare släkt med den amerikanska svartanden, dels för att arten även förekommer utanför Stilla havet.